# Limenitis jarias
Limenitis jarias är en fjärilsart som beskrevs av Hans Fruhstorfer 1915. Limenitis jarias ingår i släktet Limenitis och familjen praktfjärilar. Inga underarter finns listade i Catalogue of Life.